# Каталина и Себастиан
Каталина и Себастиан (на испански: Catalina y Sebastián) е мексиканска теленовела, създадена от Ранфери Негрете, режисирана от Антулио Хименес Понс и Аурелио Авила и продуцирана от Антулио Хименес Понс за ТВ Ацтека през 1999 г.
В главните роли са Силвия Наваро и Серхио Басаниес, а в отрицателните – Алберто Маягойтия, Клаудия Ислас и Рехина Торне. Специално участие взема Серхио Клайнер.
Това е първата теленовела, в която Наваро и Басаниес работят заедно (по-късно те работят в теленовелите Улицата на булките, Когато бъдеш моя и Наследницата, продукции на ТВ Ацтека), това е една от най-популярните телевизионни двойки по това време, които дори се появяват заедно в телевизионни реклами.

## Сюжет
Каталина Негрете е най-голямата дъщеря в семейство, което изглежда има добро икономическо положение. Майка ѝ Адела е амбициозна жена, която я принуждава да се омъжи за Себастиан Мендоса, красив и заможен младеж, въпреки факта, че Каталина обича приятеля си Едуардо. Едуардо обаче изоставя Каталина, за да се ожени за Силвия, която е заможна жена.
Каталина решава да забрави, че любовта съществува и се съгласява да се омъжи за Себастиан. Каталина и семейството ѝ обаче са изненадани, когато откриват, че ранчото, в което живее Себастиан, не е негова собственост и че той е само управител. Той ги лъже за икономическото си положение, за да разбере дали наистина се е омъжила за него от интерес и когато открива, че подозренията му са верни, се вбесява и отказва да се разведе с Каталина, принуждавайки я да живее с него в колиба, за да може тя наистина да усети какво е да си беден.
Постепенно между двамата се заражда любовта. Себастиан признава истината на жена си, че той е собственик на ранчото на Мендоса, като само се преструвал на управител, за да разбере дали любовта на Каталина е искрена. За това той е сменил живота си с истинския управител Кармело, който вярва, че е биологичният син на Гуадалупе Мендоса, бащата на Себастиан.
Кармело не е готов да се откаже от луксозния живот, който според него му принадлежи, но той ще върне парите на Себастиан, ако Каталина се съгласи да се омъжи за него.

## Актьори
- Силвия Наваро – Каталина Негрете Риваденейра
- Серхио Басаниес – Себастиан Мендоса
- Алберто Маягойтия – Кармело Крус Мартинес
- Клаудия Ислас – Адела Риваденейра де Негрете
- Серхио Клайнер – Густаво Негрете
- Рехина Торне – Антониета Ескандон
- Едуардо Шилински – Рикардо Негрете Риваденейра
- Джералдин Басан – Луиса Негрете Риваденейра
- Алехандра Ласкано – Мартина Мендоса
- Фидел Гарига – Гуадалупе Мендоса
- Антонио Де Карло – Отец Херонимо
- Кристиан Каталди – Едуардо Гусман Варгас
- Кения Гаскон – Силвия Муньос Рока
- Мария Ребека – Емилия Монтеско
- Уго Ескинка – Макарио
- Пилар Соуса – Хосефа (#1)
- Еванхелина Мартинес – Хосефа (#2)
- Алма Мартинес – Руфина
- Рамиро Орси – Франсиско
- Арасели Чавира – Петра
- Ранфери Негрете – Рамиро
- Лили Бланко – Алисия
- Сесар Риверос – Луис
- Лисет – Джесика
- Маурисио Ферари – Хесус
- Нинел Конде – Патрисия
- Патрисия Конде – Кикис
- Каталина Крюгер – Марианела
- Хорхе Луис Пила – Антонио
- Дуня Салдивар – Хоакина
- Енрике Бекер – Отец Деметрио

## Премиера
Премиерата на Каталина и Себастиан е на 3 май 1999 г. по Ацтека Тресе. Последният 120. епизод е излъчен на 15 октомври 1999 г.

## Снимки
Записите на теленовелата започват на 18 януари 1999 г. и завършват на 4 юни 1999 г.

## Музикална тема
Музикалната тема на тази теленовела е No a pedir perdón в изпълнение на мексиканската певица Ана Габриел. Когато обаче теленовелата е излъчена в САЩ, чрез Телемундо, темата е сменена с песента Bella на пуерториканския певец Рики Мартин.

## Версии
- Купена любов, американска теленовела от 2007 г., продуцирана от Веневисион, с участието на Хосе Анхел Ямас и Елизабет Гутиерес.
- Любовен договор, мексиканска теленовела от 2008 г., продуцирана от Емилия Ламоте и Педро Луевано за ТВ Ацтека, с участието на Леонардо Гарсия и Химена Рубио.

## Награди
Награда Арлекин 1999 „Ранфери Негрете за участието му в Каталина и Себастиан“.

## В България
Теленовелата е излъчена в България през 2003 – 2004 г. по Евроком с дублаж на студио Доли. Ролите се озвучават от Живка Донева, Ива Апостолова, Янко Лозанов и Христо Бонин.